# Auguste Margarethe Feddersen
Auguste Margarethe Feddersen (* 21. August 1823 in Nordhackstedt; † 17. September 1896 in Kalifornien) war eine deutsche Malerin.

## Leben

### Familie
Auguste Margarethe Feddersen war die Tochter des Pastors Christian Feddersen, der sich auch als Zeichendilettant betätigte; ihre Schwester war  Marie Dorothea Feddersen (* 26. August 1825; † 21. März 1891).
Ihr Onkel war der Miniaturmaler Hans Peter Feddersen der Ältere und ihr Cousin der Maler Hans Peter Feddersen der Jüngere (1848–1941).
Im April 1841 verlobte sie sich mit dem Maler und Fotografen Johann Martin Graack, der als Veduten- und Bildnismaler für den Flensburger Lithografen Johann Friedrich Fritz und, nach seinem Besuch der Kopenhagener Kunstakademie von 1836 bis 1844, als Porträtmaler in Kiel tätig wurde. Im darauffolgenden Jahr trennte sie sich jedoch bereits wieder und heiratete 1856 ihren Vetter Johannes Feddersen aus Schnatebüll, mit dem sie im Zuge der großen Auswanderungswellen von den Inseln und Halligen beziehungsweise vom nordfriesischen Festland in der Mitte des 19. Jahrhunderts nach Kalifornien übersiedelte; ihr Ehemann ließ sich dort als Farmer nieder.

### Künstlerisches Wirken
Auguste Margarethe Feddersen hatte nie eine systematische Malausbildung erhalten, wurde jedoch gemeinsam mit ihrer Schwester von ihrem Vater und ihrem Onkel angeleitet. Sie malte zusammen mit ihrer Schwester in Öl und Aquarell, und dazu war sie noch als Porträtmalerin tätig. Sie betätigte sich ebenfalls im Bereich der Jugendliteratur.

## Schriften (Auswahl)
- Lebensbilder. Erzählungen für die reifere Jugend. Liegnitz, Kuhlmey'sche Buchhandlung 1854.